# 24493 McCommon
24493 McCommon è un asteroide della fascia principale. Scoperto nel 2000, presenta un'orbita caratterizzata da un semiasse maggiore pari a 2,9109360 UA e da un'eccentricità di 0,0410875, inclinata di 3,18088° rispetto all'eclittica.